# Operación Moonsund
La operación Moonsund fue una operación anfibia y ofensiva del Ejército Rojo durante la Segunda Guerra Mundial, que tuvo lugar a finales de 1944. Fue parte de la ofensiva del Báltico, y fue diseñada para desalojar a las fuerzas alemanas del Grupo de Ejércitos Norte del archipiélago Moonsund, situado al noroeste de Estonia. Las fuerzas atacantes eran del 8.º Ejército del Frente de Leningrado.
Las islas de Estonia estaban ocupadas en gran parte por unidades de la 23.ª División de Infantería alemana, que se había dividido entre las tres islas y reforzados con una variedad de pequeños destacamentos de artillería, artillería costera e ingenieros de asalto.

## Antecedentes
Las islas de Saaremaa, Hiiumaa y Muhu son las islas más grandes del archipiélago frente a la costa noroccidental de Estonia. Dominan las rutas marítimas hacia Helsinki, Leningrado, Tallin y el Golfo de Riga. Son casi completamente planas, el punto más alto se eleva a unos 68 metros sobre el nivel del mar. La mayoría de las islas están cubiertas de bosques, pantanos y campos que también dominan el paisaje. Gran parte del área circundante del Mar Báltico es poco profunda, por lo que no es adecuada para embarcaciones importantes. 
La Unión Soviética estableció guarniciones en la isla después de la anexión soviética de Estonia en 1940. En septiembre-octubre de 1941, después de la invasión alemana de la Unión Soviética, las islas fueron capturadas después de que se lanzaran los desembarcos alemanes desde la costa oeste de Estonia en la Operación Beowulf.
El 14 de septiembre de 1944 el Ejército Rojo lanzó la Ofensiva del Báltico, un ataque masivo contra las posiciones del Grupo de Ejércitos del Norte en los países bálticos; numéricamente abrumada, la posición de los alemanes en Estonia se volvió crítica, después de que los soviéticos también rompieran la línea defensiva principal alrededor de Narva al final de una larga batalla. 
El 22 de septiembre, los soviéticos tomaron Tallin y las fuerzas alemanas comenzaron a evacuar las posiciones restantes en Estonia; el 24 de septiembre los alemanes abandonaron el puerto de Haapsalu, una de las últimas posiciones conservadas en Estonia, seguidos al día siguiente por la pequeña isla de Vormsi.
El alto mando alemán estaba a favor de extender la evacuación al resto de las islas de Estonia, cuya importancia táctica había mermado con la pérdida de la mayoría de los estados bálticos y el mando de la Kriegsmarine también se manifestó a favor de la evacuación. El que se opuso fue Adolf Hitler, opuesto en principio a cualquier retirada y firmemente convencido de que la posesión de las islas sería necesaria en vista de una futura reconquista de los estados bálticos: el Führer ordenó, por tanto, detener la evacuación del archipiélago y de hecho fortalecer su guarnición, proclamando las islas «Fortaleza Estonia».

## Planes de los contendientes

### Alemania
Con la salida de Finlandia de la Segunda Guerra Mundial y de la coalición con las potencias del Eje, la única posibilidad que tenía la Kriegsmarine de continuar bloqueando a la Flota del Báltico era dominando el archipiélago de Moonsund, que impedían la salida de los grandes buques rusos de los puertos de Leningrado y la Base Naval de Kronstadt. Como los cuatro principales islas del archipiélago estaban en manos del Grupo de Ejércitos Norte desde su conquista durante la «Operación Beowulf» en 1941, en concreto la isla de Saaremaa, la isla de Hiiumaa, la isla de Muhu y la isla de Vormsi, los alemanes simplemente reforzaron el lugar.
El archipiélago de Moonsund estaba defendido por la 23.ª División de Infantería del Generalleutnant Hans Schirmer, del XVIII Cuerpo del generalleutnant Kurt Versock, también estaba acantonada la 12.ª División de Artillería Antiaérea del Generalleutnant Gottfried Weber, esta última estaba adscrita a la Luftwaffe (alrededor de 18 000 tropas en total). También había 2 destructores, 22 barcazas, 14 dragaminas y 2 buques torpederos. El grueso de las tropas se concentró en Muhu y Saaremaa, con solo unas pocas unidades custodiando Hiiumaa. Durante la batalla, la 218.ª División de Infantería y la 12.ª División de Campo de la Luftwaffe también llegarían como refuerzo a las tropas de Schirmer.

### Unión Soviética
Bajo el nombre de «Operación Moonsund», el Estado Mayor soviético (Stavka) proyectó una invasión a gran escala de las Islas Estonias para liberar de una vez por todas a la Flota del Báltico recluida en las aguas del golfo de Finlandia. Así fue como el Frente de Leningrado del general Leonid Góvorov reunió a una importante fuerza expedicionaria compuesta por el 30.º Cuerpo de Fusileros de la Guardia, 109.º Cuerpo de Fusileros y el 8.º Cuerpo de Fusileros de Estonia. La mayoría de los soldados estonios habían sido reclutados en las filas del Ejército Rojo a medida que estos avanzaban, algo que era muy habitual cuando los soviéticos recuperaron territorios. Si bien aumentaban la fuerza de las unidades en el papel, estos reclutas no entrenados a menudo tenían habilidades de combate limitadas.
El Destacamento Auxiliar Finlandés «Arho» también participó en las operaciones, especialmente los días 4 y 5 de octubre, proporcionando apoyo logístico a las unidades de infantería soviéticas, así como una escuadra naval mixta ruso-finesa con 200 navíos de todo tipo, de los cuales la mitad serían puestos por la URSS y la otra mitad por Finlandia que por aquel entonces libraba la Guerra de Laponia contra Alemania.
Aproximadamente el Ejército Rojo movilizó a 78 000 efectivos entre 50 000 soviéticos, 25 000 soldados estonios y 3000 finlandeses, así como 200 navíos (100 rusos y 100 fineses) entre 100 paquebotes, 50 lanchas motoras y 50 barcazas de desembarco DUKW cedidas por Estados Unidos a través de la Ley de Préstamo y Arriendo. El liderazgo de las fuerzas terrestres en la operación fue confiado al comandante del 8.º Ejército, el teniente general Filipp Starikov y las fuerzas navales al contralmirante Iván Georgievich Svyatov

## Batalla

### Liberación de Vormsi

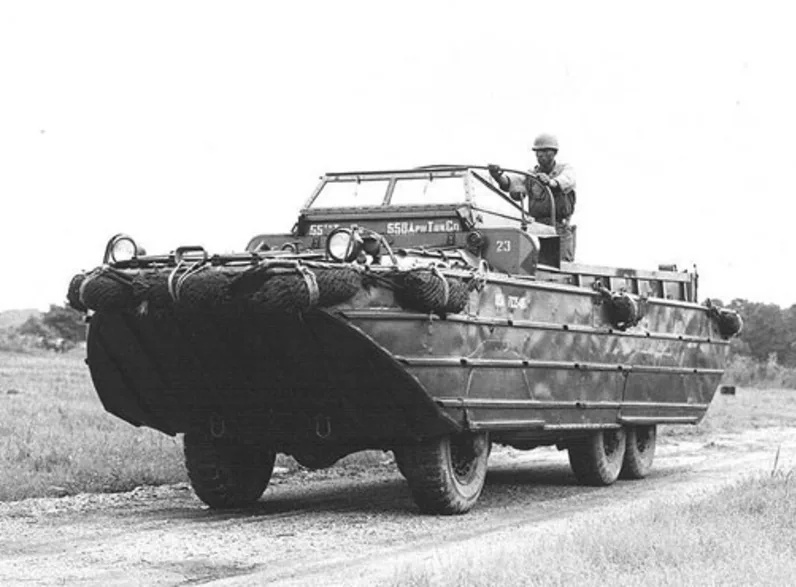
Una embarcación de desembarco anfibio DUKW, como las usadas por el Ejército Rojo

La operación comenzó el 26 de septiembre de 1944 las vanguardias del 30.º Cuerpo de Fusileros de la Guardia y del 8.º Cuerpo de Fusileros de Estonia fueron trasladadas a bordo de buques de la Flota del Báltico y la Armada Finlandesa para desembarcar y conquistar, sin ninguna resistencia, la vacía Isla de Vormsi.

### Liberación de Muhu
El 29 de septiembre, comenzaron los combates para liberar la isla de Muhu. El desembarco en la isla de Muhu en Kuivastu comenzó en la madrugada del día 29 de septiembre, con el desembarcó de un grupo de avanzada de unas 1150 tropas. El traslado de las tropas fue realizado por los torpederos. De camino a la isla, los barcos fueron disparados por el enemigo, pero esto no afectó al desembarco, que se efectuó sin mayores dificultades. 
El 30 de septiembre se realizaron 181 viajes, desembarcando a parte de la 249.º División de Fusileros (unas 5600 tropas) en la isla de Muhu. La isla fue completamente capturada el 1 de octubre, La débil resistencia alemana se explica por el hecho de que el Alto Mando alemán había decidido retirar la guarnición de Muhu y solo ofrecer una débil resistencia inicial, retirándose después a la vecina isla de Saaremaa, destruyendo después la calzada que comunicaba ambas islas.

### Liberación de Hiiumaa
El 2 de octubre comenzó la batalla por la captura de Hiiumaa. A pesar de que la guarnición alemana había construido una densa red de búnkeres, trincheras y puntos fuertes la conquista de la isla fue relativamente fácil principalmente porque el alto mando alemán había decidido concentrar sus escasas fuerzas en la península de Sõrve, más estrecha y fácilmente defendible en el lado suroeste de la isla de Saaremaa. Al mediodía del 3 de octubre, la isla de Hiiumaa fue liberada. Se capturaron más de 300 soldados alemanes y una gran cantidad de equipo militar.

### Liberación de Saaremaa
Al amanecer del 5 de octubre de 1944 el 30.º Cuerpo de Fusileros de la Guardia y del 8.º Cuerpo de Fusileros de Estonia desembarcaron al norte de la Isla de Saaremaa, enfrentándose con tropas alemanas entre las playas de Jaani y Keskvere a las que pusieron en fuga tras recibir la ayuda del Destacamento Auxiliar Finlandés “Arho”. Una vez establecida una cabeza en el litoral, las fuerzas germanas de la 23.ª División de Infantería se replegaron hacia el sur del dominio insular sin dejar de ser perseguidas por las columnas estonio-soviéticas que entre el 6 y el 9 ocuparon las ciudades de Poide-Orissare y Kuressaare. Para entonces, la 218.ª División de Infantería de la Wehrmacht y la 12.ª División de Campo de la Luftwaffe fueron trasladadas de Riga a la isla
Las fuerzas alemanas se retiraron a través de la isla con acciones ocasionales de retaguardia. Planearon hacer una parada en la península de Sõrve, más estrecha y fácilmente defendible, en el lado suroeste de Saaremaa. Se produjeron varios duros y sangrientos enfrentamientos, sobre todo la Batalla de Tehumardi, pero para el día 8, todas las fuerzas alemanas restantes se habían visto obligadas a regresar a la península. El resto de la isla, incluida la ciudad de Kuressaare (en alemán, Arensburg), estaba ahora en manos soviéticas, que ahora reforzaban sus unidades de ataque con el 30.º Cuerpo de Fusileros de la Guardia.
En la noche del 8 al 9 de octubre tuvo lugar una de las batallas más sangrientas de las que tuvieron lugar en la isla de Saaremaa, que fue el final de la primera etapa de la operación de desembarco de Moonsund. La península se convirtió en una línea de defensa continua con numerosas trincheras, búnkeres, campos de minas, zanjas antitanques y alambre de espino. Los alemanes lo llamaron «escudo de Irbenskiy» porque cubría la entrada al estrecho de Irbenskiy. En la región de Kaimri, la parte más estrecha de la península, los alemanes prepararon cuatro líneas de defensa con todo tipo de fortificaciones de campo y obstáculos para tanques e infantería.
Los soviéticos intentaron lanzar nuevos ataques anfibios detrás de las líneas alemanas, pero fueron rechazados, infligiendo graves pérdidas a los atacantes. Unos días antes del final de la batalla, los alemanes recibieron apoyo de fuego naval efectivo de las flotillas, incluidos los cruceros pesados Almirante Scheer y Prinz Eugen. Los soviéticos también tenían apoyo naval y hubo varios enfrentamientos menores entre las respectivas armadas. Después de varias semanas de lucha, la formación alemana más poderosa, la 12.ª División de Campo de la Luftwaffe, se retiró a Curlandia el 12 de noviembre, obligando a las restantes unidades alemanas a retirarse a una serie de sucesivas líneas defensivas.

### Conclusión
La tarde del 23 de noviembre de 1944, el general Ferdinand Schörner comandante del Grupo de Ejércitos Norte en Letonia y la península de Curlandia, ordenó evacuar de inmediato la isla de Saaremaa para evitar una catástrofe innecesaria y de paso reforzar a la guarnición desplegada en Curlandia. esto contradecía la orden de Hitler de luchar por la isla hasta el último hombre. Lamentablemente durante las siguientes veinticuatro horas solo se consiguió evacuar a un total de 4500 efectivos (entre estos 700 heridos), así como a 1000 caballos y un tanque T-34 capturado, aproximadamente el 25 % del total de los sitiados. Todas las armas y vehículos restantes fueron destruidos o abandonados y se sacrificaron 1400 caballos, para evitar su uso por los soviéticos, cuando finalmente, el día 24, las tropas del 8.º Cuerpo de Fusileros de Estonia entraron en la península de Sõrve y declararon conquistada la isla de Saaremaa.

## Bajas
Aproximadamente el Ejército Alemán sufrió 7700 bajas entre 7000 muertos y 700 heridos, además de perder 1400 caballos. También se perdió una gran cantidad de equipo pesado que no pudo ser evacuado de la península de Sõrve. Además durante la campaña y la evacuación la Kriegsmarine perdió cerca de 100 embarcaciones de todo tipo.
Las bajas soviéticas son más difíciles de cuantificar pero presumiblemente fueron similares a las alemanas